# Castrovega de Valmadrigal
Castrovega de Valmadrigal es una localidad española del municipio de Valverde-Enrique, en la provincia de León, comunidad autónoma de Castilla y León.

## Geografía
La localidad se encuentra en la margen izquierda del arroyo de Valmadrigal, afluente del río Cea.
Los terrenos de Castrovega de Valmadrigal limitan con:
- Santa Cristina de Valmadrigal, al norte;
- La Veguellina, al este;
- Valverde-Enrique, al suroeste.